# Матвеев, Александр Игоревич
Алекса́ндр И́горевич Матве́ев (укр. Олександр Ігорович Матвєєв; род. 11 февраля 1989, Полтава) — украинский футболист, защитник. Выступал за молодёжную сборную Украины до 21 года.

## Биография

### Клубная карьера
В ДЮФЛ выступал за полтавские клубы: ДЮСШ им. И.Горпинка, «Ворскла» и «Молодь». Первый тренер — Алексей Вишневецкий. В 2006 году попал в дубль «Ворсклы». В основном составе дебютировал 21 ноября 2009 года в матче против киевской «Оболони» (3:2), Александр отыграл весь матч.
В январе 2015 года перешёл в мариупольский «Ильичёвец» на правах свободного агента. Летом 2015 года стал игроком «Александрии». В новой команде взял 5 номер. По окончании сезона 2015/16 появилась информация, что Матвеев покинет стан команды. Летом 2016 года Александр даже тренировался с клубом «Полтава», однако всё же попал в заявку «Александрии» на сезон 2016/17.

### Карьера в сборной
Впервые в молодёжную сборную Украины до 21 года был вызван Павлом Яковенко в январе 2009 года на товарищеский матч против Турции. В молодёжной сборной дебютировал 10 февраля 2009 года в матче против Турции (2:2), Матвеев отыграл весь матч. Яковенко также пригласил Матвеев на турнир памяти Валерия Лобановского в августе 2009 года. Первый матч Украина выиграла у Ирана (2:1), Александр вышел на 64 минуте вместо Ярослава Ракицкого. В финале Украина обыграла Турцию (1:0) и выиграла турнир, Матвеев вышел в добавленное время вместо Николая Морозюка.

## Статистика
| Сезон   | Клуб        | Лига                 | Чемпионат | Чемпионат | Кубок | Кубок | Дубль | Дубль | Еврокубки | Еврокубки |
| Сезон   | Клуб        | Лига                 | Игры      | Голы      | Игры  | Голы  | Игры  | Голы  | Игры      | Голы      |
| ------- | ----------- | -------------------- | --------- | --------- | ----- | ----- | ----- | ----- | --------- | --------- |
| 2006/07 | Ворскла     | Высшая лига Украины  |           |           |       |       | 1     | 0     |           |           |
| 2007/08 | Ворскла     | Высшая лига Украины  |           |           |       |       | 11    | 1     |           |           |
| 2007/08 | → Полтава   | Вторая лига Украины  | 16        | 1         |       |       |       |       |           |           |
| 2008/09 | Ворскла     | Премьер-лига Украины | 0         | 0         | 0     | 0     | 26    | 3     |           |           |
| 2009/10 | Ворскла     | Премьер-лига Украины | 16        | 2         |       |       | 10    | 0     |           |           |
| 2010/11 | Ворскла     | Премьер-лига Украины | 1         | 0         |       |       | 5     | 0     |           |           |
| 2011/12 | Ворскла     | Премьер-лига Украины | 11        | 0         | 2     | 0     | 10    | 0     | 3         | 0         |
| 2012/13 | Ворскла     | Премьер-лига Украины | 14        | 0         | 2     | 0     | 9     | 0     |           |           |
| 2013/14 | Ворскла     | Премьер-лига Украины | 0         | 0         | 0     | 0     | 11    | 0     |           |           |
| 2014/15 | Ворскла     | Премьер-лига Украины | 2         | 0         |       |       |       |       |           |           |
| 2014/15 | Ильичёвец   | Премьер-лига Украины | 12        | 0         |       |       |       |       |           |           |
| 2015/16 | Александрия | Премьер-лига Украины | 2         | 0         | 2     | 0     | 6     | 0     |           |           |